# Satoshi Sato
Satoshi Sato (født 31. marts 1979) er en tidligere japansk fodboldspiller.
Han har spillet for flere forskellige klubber i sin karriere, herunder FC Gifu.